# پارک شبه‌ملی اباشیری
پارک شبه‌ملی اباشیری (به لاتین: Abashiri Quasi-National Park) یک منطقهٔ مسکونی در ژاپن است که در هوکایدو واقع شده‌است.